# Группер, Песах
Песах Группер (ивр. פסח גרופר‎; 21 августа 1924, Яффа — 29 апреля 2013, Атлит) — израильский государственный деятель. Депутат пяти созывов кнессета от партии «Ликуд» и Новой либеральной партии, министр сельского хозяйства в 1983—84 годах, председатель местного совета Атлита в 1959-62 и 1969-71 годах.

## Биография
Песах Группер родился в 1924 году в Яффе и вырос в тель-авивском районе Неве-Цедек. В 1936 году он переехал с семьёй в Атлит, где прожил всю оставшуюся жизнь.
Первые шаги в политике Группер совершал как член Либеральной партии, в которой состояли такие деятели, как Ицхак Модаи, Гидон Пат и Симха Эрлих. Дважды (с 1959 по 1962 и с 1969 по 1971 год) он занимал пост председателя местного совета Атлита, а также был членом суда по трудовым конфликтам в Хайфе.
Вместе с Либеральной партией Группер вошёл в политический блок ГАХАЛ (вторым компонентом которого была партия «Херут»). Позднее ГАХАЛ был переименован в «Ликуд». В 1974 году Группер впервые был избран в кнессет как член этого блока; впоследствии он переизбирался в кнессет ещё четырежды. В кнессете он участвовал в работе экономических и хозяйственных комиссий (в том числе в кнессете 11-го созыва — как председатель совместной комиссии по оборонному бюджету) и дважды возглавлял сельскохозяйственное лобби.
В 1981 году Группер вошёл в правительственный кабинет Менахема Бегина как заместитель министр сельского хозяйства (пост министра занимал его товарищ по партии Симха Эрлих). В 1983 году, когда Ицхак Шамир сформировал новое правительство, Группер занял в нём кресло министра сельского хозяйства и оставался на этой должности около года — до очередных парламентских выборов. На них он сохранил депутатский мандат, но в министерство уже не вернулся.
В середине своей последней парламентской каденции (1988—92) Группер покинул фракцию «Ликуда» вместе с ещё четырьмя её членами во главе с Ицхаком Модаи. Новая фракция взяла себе название «Партия за продвижение идеи сионизма», в дальнейшем переименовавшись в Новую либеральную партию. На выборах 1992 года, однако, новые либералы не сумели преодолеть электоральный барьер и в кнессет не вернулись.
После завершения парламентской деятельности Песах Группер был избран президентом Объединения крестьян. Он также на протяжении 17 лет, до 2003 года, занимал должность председателя Союза виноградарей Израиля. Как во время работы в кнессете и министерстве сельского хозяйства, так и после этого он оставался защитником интересов работников сельского хозяйства Израиля, прилагая усилия к развитию существующих и созданию новых сельскохозяйственных поселений. По словам его однопартийца, спикера кнессета Реувена Ривлина, Группер был одним из лучших министров сельского хозяйства в истории страны. Группер также был известен своей борьбой за открытие железнодорожной станции в Атлите.
Песах Группер завершил карьеру политического и общественного деятеля в 80 лет, посвятив остаток жизни семье. Он скончался в конце апреля 2013 года.